# Pont de pedra del canal de la dreta de l'Ebre
El pont de pedra del canal de la dreta de l'Ebre és una pont sobre el canal de la dreta de l'Ebre al nucli urbà d'Amposta, que és inclòs a l'Inventari del Patrimoni Arquitectònic de Catalunya.

## Descripció
El pont és on el canal surt del nucli urbà d'Amposta, a uns 100 m de l'inici de l'antic canal de navegació Amposta-Sant Carles de la Ràpita, i a uns 600-800 m del pont de la N-340.
Fa 12-14 m de llargada per 4 m d'amplada. Té un arc central rebaixat perfectament estructurat per dovelles i dues baranes superiors fetes de grans carreus. La calçada del pont, en mal estat, deixa al descobert el fonament empedrat del paviment. A la part posterior presenta tres comportes de ferro per a obrir i tancar el pas de l'aigua del canal, que corresponen a les tres entrades d'aigua en les que està dividit aquest pas. Cal destacar dos sòlids pilars de pedra que serveixen per a delimitar la part central i les dues vores properes a la part davantera del pont, treballades amb carreus i maó, la de la banda esquerra fent angle i la de la dreta en corba i amb un curiós promontori recobert de pedres irregulars però llises, que arriba a l'alçada de la calçada del pont i que té forma d'esperó.
Els materials bàsics de construcció són el maó i els carreus. Entre 1990-1992 el pont va ser arranjat.

## Història
Aquest pont forma part molt probablement de la primera campanya constructiva del canal a la dreta de l'Ebre, realitzada entre els anys 1854 i 1857, i que porta el canal des de l'Assud de Xerta fins al nucli urbà d'Amposta, on connectava directament amb l'antic canal de navegació Amposta-Sant Carles de la Ràpita, per al qual subministrava l'aigua suficient per a fer-lo navegable. Quan el canal de navegació es va abandonar i s'utilitzà només al regadiu, les funcions del pont van ser només de regulació de l'aigua per regadiu.